# Charmed (banda)
Charmed foi uma band girl norueguesa.

## História
O grupo "Charmed" fez a sua estreia no Melodi Grand Prix que venceram e ganharam o direito de representar a Noruega no Festival Eurovisão da Canção 2000 com a canção "My Heart Goes Boom". A banda era constituída por três raparigas  Oddrun Valestrand, Lise Monica Nygård e Hanne Kristine Haugsand.  Valestrand é uma dançarina. Nygård escreve as suas próprias letras. Haugsand é dançarina e cantora. Em Jerusalém, no Festival Eurovisão da Canção 1999 terminaram em 11.º lugar. A banda dissolveu-se pouco tempo depois.
Hanne participou depois como cantora solo por duas vezes no Melodi Grand Prix : em 2006 com "Heaven's in your eyes" em 2010, mas não conseguiu chegar à final.